# Lila: An Inquiry into Morals
Lila: An Inquiry into Morals (1991) Lila: um inquérito sobre a moral (título em Portugal) ou Lila: uma investigação sobre a moral (título no Brasil)é o segundo romance filosófico de Robert M. Pirsig, mais conhecido por ter escrito Zen e a Arte da Manutenção de Motocicletas. Lila: An Inquiry into Morals foi nomeada finalista do Prêmio Pulitzer de Ficção em 1992.  Esta história semi-autobiográfica passa-se no Outono, enquanto o autor navega no seu barco pelo rio Hudson. Fedro, o alter ego do autor, é arrancado da sua rotina solitária por um encontro com Lila, uma mulher simples, mas problemática, que está à beira de um colapso mental.